# Sonia Bo
Sonia Bo (Lecco, 1960) és una compositora i intèrpret italiana.

## Premis
Guanyadora de diversos premis i reconeixements nacionals i internacionals: 
- 1985: 1r premi en el concurs de la Fundació Europea de la Cultura, amb motiu de l'Any Europeu de la Música, amb el seu concert per a orquestra de cambra A partir d'una lectura de Husserl.
- 1985: 1r premi en el concurs internacional «Guido d'Arezzo» amb fragments de composició de Jacopone per a cor femení.
- 1986: 1r premi en el «G. Savagnone» de Roma amb l'obra Quartet, per a cordes.
- 1988: 1r premi en el concurs «Alpe Adria Giovani» a Trieste, amb l'obra de Dues bagatel·les per a flauta i guitarra.
- 1995: Medalla d'or en el concurs internacional «premi ciutat del Trieste» amb l'obra Sinopsis, per a orquestra.
- 2009: seleccionada en el festival de la SIMC Internacional amb Una cançó per a orgue.[cal citació]